# Kaap Santa Maria (Angola)
Kaap Santa Maria of Cabo de Santa Maria is een kaap gelegen aan de Atlantische kust van Angola, ten zuiden van Benguela.
Tijdens zijn eerste ontdekkingsreis hoopte Diogo Cão het meest zuidelijke punt van Afrika te bereiken, maar verder dan Kaap Santa Maria geraakte hij niet. Te herdenking plantte hij in 1482 een padrão met daarop geschreven:
Na era da criação do mundo de 6681 anos, e do nascimento de Nosso Senhor Jesus de 1482 anos, o mui alio, mui excelente e poderoso principe, el-rel D. João II, de Portugal, mandou descobrir esta terra e põr estes padrões por Diogo Cão, escudeiro de sua caso.
In het jaar 6681 na de schepping van de wereld en in 1482 na de geboorte van onze Heer Jezus, liet de hoogste, meest voortreffelijke en machtige koning Johan II van Portugal dit land ontdekken en deze zuil oprichten door Diogo Cão, schildknaap van zijn hofhouding.